# Lago di Giacopiane
Il lago di Giacopiane è un invaso artificiale situato in valle Sturla nel comune di Borzonasca, entroterra di Chiavari.

## Geografia
L'invaso è collocato a 1015 m di altitudine. Sottostante rispetto a questo lago se ne trova uno minore, denominato lago di Pian Sapeio. I due bacini sono collocati a gradino, il maggiore sopra al minore, per facilitare la caduta delle acque e sfruttare il salto per la produzione elettrica; il lago inferiore si distingue per la diga a botte che chiude il lato meridionale del lago, mentre il lago maggiore è chiuso da una diga, sempre sul lato meridionale, sormontata da un tempietto liberty. Sul lato settentrionale è presente una diga di sicurezza per i periodi di piena.

## Storia
La realizzazione del lago risale agli anni venti ed avvenne nel quadro della politica di opere pubbliche promossa dal regime fascista; l'utilizzazione iniziale per i due invasi - quello maggiore e quello minore - fu quella di bacini idroelettrici utili a sopperire alla crescente domanda di energia elettrica e al ruolo di riserva idrica per la zona del golfo del Tigullio e, talvolta, anche del capoluogo Genova.

## Ambiente
Notevole è la collocazione paesaggistica situata in un grande pianoro circondato da rocce di rilevante interesse geologico e foreste di faggi, la strada che porta ai laghi si snoda tra piccoli centri abitati (Sòria, Gazzolo, Devoti e Barca di Gazzolo) testimoni della civiltà contadina dell'entroterra ligure (la cosiddetta civiltà della castagna), attraverso boschi di castagno, terrazzamenti (le tipiche "fasce", terreni rubati alla montagna destinati ad una agricoltura esercitata in condizioni estreme) e panorami che da precipizi elevati spaziano fino al mare (nelle giornate più nitide è possibile vedere la Corsica).

## Fruizione

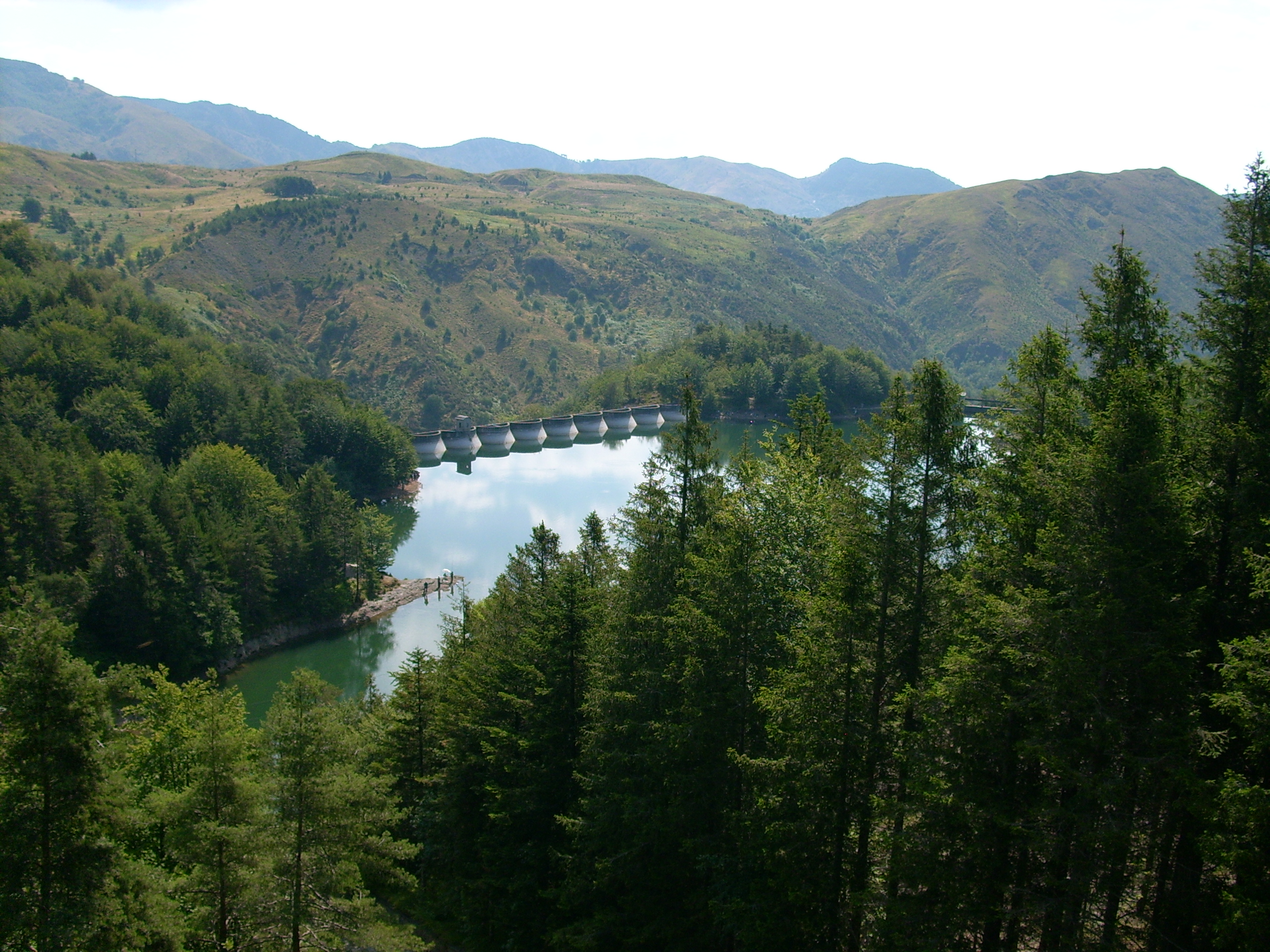
Il sottostante lago di Pian Sapeio.

Dal sito dei laghi sono possibili diverse escursioni (monte Bregaceto, che lo sovrasta, Prato Mollo, particolare per la presenza della Pietra Borghese con proprietà magnetiche, Monte Aiona e Monte Penna già in Val d'Aveto), ed è una zona molto frequentata dai cercatori di funghi. 
Con passeggiate facili e molto amene si possono raggiungere i laghi di Giacopiane partendo da Bertigaro, località Villa Jensi o Temossi, località Montemozzo seguendo i sentieri e le indicazioni marcate dagli appositi segnali.
Nel lago sono presenti pericolosissime sabbie mobili. 
Attualmente la FIPSAS (Federazione Italiana Pesca Sportiva e Attività Subacquee) gestisce il lago come riserva di pesca, con frequenti immissioni di pesce tra cui trote e salmerini per la gioia di molti pescatori. La zona intorno al lago è frequentata oltre che dai pescatori (molti dei quali praticando il carp-fishing arrivano attrezzati per soggiornare con tende), anche da escursionisti che effettuano trekking intorno al lago e da campeggiatori che peraltro non dispongono di una zona attrezzata, limitandosi a praticare del camping libero. Sulle sponde del lago si trovano piccoli prati dove è possibile sostare con tende ed accendere piccoli fuochi circoscritti (solo nei periodi a basso rischio di incendio boschivo). Nella zona non sono presenti fontane di acqua potabile.
Per l'accesso alla zona del lago di Giacopiane, interdetta ai camper e ai caravan, è necessaria la preventiva autorizzazione rilasciata dal Comune di Borzonasca e si può acquistare presso i bar del paese ad un costo di 5 euro per vettura, più 1 euro al giorno per chi decidesse di rimanere per più di 24 ore. Il rilascio della stessa è a pagamento dal 2010.